# ユーディット・ピーテルセン
ユーディット・ピーテルセン（Judith Pietersen、1989年7月3日 - ）は、オランダの元女子バレーボール選手。ポジションはオポジット。元オランダ代表。

## 来歴
2010年、オランダ代表に初選出される。同年6月のモントルーバレーマスターズで代表デビューを果たす。2013年より代表チームの主力として活躍し、同年のワールドグランプリ、欧州選手権などに出場した。
2014年7月のエリツィン杯ではMVPに輝いた。同年9月の世界選手権で三大大会に初出場した。2015年10月の開催された欧州選手権で銀メダルを獲得した。2016年7月のワールドグランプリで銅メダルを獲得した。また、同年8月のリオ五輪では4位となった。

## 球歴
- オリンピック - 2016年
- 世界選手権 - 2014年
- 欧州選手権 - 2013年、2015年
- ワールドグランプリ - 2013年、2014年、2015年、2016年

## 受賞歴
- 2014年 - エリツィン杯　MVP

## 所属クラブ
- Longa '59 Lichtenvoorde（2005-2008年）
- Martinus Amstelveen（2008-2009年）
- TVC Amstelveen（2009-2011年）
- ドレスナーSC （2011-2013年）
- アトム・トレフル・ソポト（2013-2014年）
- イドマノジャウ （2014-2015年）
- サヴィーノ・デルベーネ・スカンディッチ（2015-2016年）
- AGILバレー（2016-2017年）
- リバーバレー（2017-2018年）
- Banca Valsabbina Millenium Brescia（2018-2019年）